# Sultanato di Arash
Il Sultanato di Arash (in azero ارش سلطان‌لیغی / Ərəş sultanlığı) è stato un feudo esistito tra il 1747-1795 nella regione della Transcaucasia. Comprendeva i moderni distretti di Aghdash, Yevlakh e Mingachevir dell'Azerbaigian.

## Storia
La città di Arash fu fondata nel XV secolo. Era governata all'interno della provincia di Shirvan (beylarbeylik) dell'Impero Safavide. Successivamente fu posta sotto la sovranità del Khanato di Shaki da Haji Chalabi Khan. Consisteva di 27 insediamenti con ~ 5 000 abitanti, il 19% dei quali erano armeni e udi.

## Sultani
- Malik Ali – fu coinvolto nell'omicidio di Aghakishi beg nel 1759. Successivamente si ribellò contro Muhammad Husayn Khan Mushtaq che era suo genero nel 1761, ma messo sotto la sua sovranità con l'approvazione di Fatali khan Afshar.[1] Fu ucciso poco dopo.
- Malik Ali Muhammad
- Malik Ali Husayn
- Shabaddin Sultan – nipote di Malik Ali, si ribellò a Muhammad Hasan khan, ucciso nel 1795.[2] Dopo la sua morte, il sultanato fu abolito e assorbito in Khanato di Shaki come distretto.